# EudraCT
EudraCT (acrónimo de European Union Drug Regulating Authorities Clinical Trials) es una base de datos europea de ensayos clínicos con medicamentos en investigación en los que participe, al menos, un hospital, centro sanitario, entidad docente, etc., de la Unión Europea.
En esta base de datos deben incluirse, de acuerdo con la Directiva 2001/20/CE del Parlamento Europeo, todos los ensayos clínicos en los que el proceso de solicitud de autorización se inicie a partir del 1 de mayo de 2004. En España, de acuerdo con el Real Decreto 1090/2015, de 4 de diciembre de 2015, esta autorización va condicionada a la obtención de un dictamen favorable emitido por un Comité de Ética de la Investigación con medicamentos (CEIm), y a la autorización por la Agencia Española de Medicamentos y Productos Sanitarios (AEMPS).
La inclusión en EudraCT de un ensayo clínico conlleva la asignación de un código identificativo único para todos los países de la Unión Europea (denominado número EudraCT), con el formato AAAA-NNNNNN-CC, donde:
- AAAA es el año en que se emite el código,
- NNNNNN es un número secuencial de seis dígitos,
- CC es un dígito de control para comprobar que el resto del código es correcto.

Este número es independiente del código interno que cada promotor le asigne a sus ensayos, y siempre ha de constar en todas las solicitudes o notificaciones que se presenten a las autoridades competentes de algún estado miembro de la Unión, así como en algunos documentos relacionados con el ensayo, como pueden ser los informes de eventos adversos a los medicamentos en estudio.
En España, el número EudraCT no debe confundirse con el código que se les asigna a los ensayos clínicos fase IV, o estudios de farmacovigilancia, ya que es diferente y viene regulado por la Orden SAS/3470/2009.